# 금기증
금기증(禁忌症, 영어: contraindication)은 의약학에서 특정 의료 행위가 환자에게 오히려 해로울 수 있는 상황을 말한다. 특정 의료 행위를 실시해야 하는 이유가 충분한 적응증(indication) 상황의 반대 개념이다.
어떠한 상황에서도 의료행위를 행해서는 안 되는 경우를 절대금기(絶對禁忌, absolute contraindication)라 한다. 예컨대 바이러스성 감염병에 걸린 아동은 라이 증후군의 우려가 있기 때문에 아스피린을 절대 먹여서는 안 된다. 또 특정 음식에 과민증 알레르기가 있는 사람은 그 음식을 절대 먹어서는 안 되는 것, 철과잉증 환자가 철분을 함유한 약을 처방받아서는 안 되는 것, 심혈관계 질환이 있는 트랜스여성은 호르몬 치료를 받아서는 안 되는 것 등이 절대금기에 해당한다.
절대금기를 제외한 금기를 상대금기(相對禁忌, relative contraindication)라고 한다. 위험은 존재하지만 위험보다 예상되는 치료 효과가 압도적이거나 다른 수단으로 위험을 제어할 수 있는 경우를 말한다. 예컨대 임산부는 일반적으로 엑스선 촬영을 피해야 하지만, 결핵 등 심각한 질병을 진단하기 위해서는 충분히 감수하고 엑스선 촬영을 할 수 있다.

## 같이 보기
- 적응증